# Храм Святителя Николая Чудотворца в Русиново
Храм Святителя Николая Чудотворца в Русиново — православный храм в Боровском районе Калужской области. Расположен в селе Русиново, вошедшем в состав города Ермолино в 1930—1940-х годах.
Трёхпрестольный храм в форме «корабль» построен в 1836 году в стиле зрелого классицизма. Состоит из четверика с куполом, трапезной и колокольни. Имеет статус памятника архитектуры федерального значения.

## История
Деревянный храм в сельце Русиново упоминается ещё в «Приправочной книге по дозору Боровского уезда» за 1613 год как древний и ветхий. Следующий деревянный Никольский храм был построен в Русиново в 1723 году стольником Иваном Васильевичем Золотаревым.
Каменный храм вместо обветшавшего деревянного был построен прихожанами в первой половине XVIII века. Первый камень был заложен в 1812 году в честь победы над войсками Наполеона. Строительство велось на пожертвования и завершилось в 1830 или 1836 году.
В 1930-х годах храм был закрыт, а служивший в нём священник Сергий Маккавейский арестован в 1932 году и приговорен к трём годам ссылки. Осенью 1941 года здание подверглось массированному артобстрелу, в результате которого был разрушен купол колокольни. В дальнейшем постройка использовалась под склад.
16 марта 1998 года храм был возвращён Калужской епархии. Восстановление началось в 2005 году, в 2010—2012 годах к нему подключились организации и частные лица. В настоящее время работы закончены, церковь функционирует, также построен чайный домик, благоустроено два источника — в честь Святителя Николая Чудотворца и во имя иконы Божьей Матери «Казанская».

## Святыни храма
- Частица мощей святой блаженной Матроны Московской
- Частица мощей Святителя Николая Чудотворца
- Зачатьевская икона святых праведных богоотцов Иоакима и Анны
- Выкопанная из земли старинная икона святителя Николая Чудотворца
- Более 20 святых источников на территории храма

С 2011 года в храме Николая Чудотворца ведется книга, в которой посетители храма рассказывают о чудесах, которые ниспослал им Господь.

## Воскресная школа
В воскресной школе ученики постигают основы православия, обучаются пению в церковном хоре, осваивают декоративно-прикладное ремесло.
В настоящий момент школу посещает около сорока детей. Обучение длится три года. В школе четыре группы — нулевая и с первого по третий классы. Ученикам — от 7 до 14 лет. К третьему классу практически все ученики уже участвуют в службах — поют, читают, ухаживают за свечами на подсвечниках.
Среди изучаемых дисциплин — Закон Божий, церковное пение, церковнославянский язык, жития святых и декоративно-прикладное искусство, религиозные праздники и традиции. Дети обязательно изучают житие Николая Чудотворца, в честь которого назван храм, а также имена святых, в честь которых носят своё имя. Преподаватели в школу набираются по благословению священника.
Школа также организует участие работ, которые дети изготовляют на декоративно-прикладных уроках, в областных выставках и конкурсах, а школьный хор выступает на Боровских фестивалях. Время от времени преподаватели организовывают паломнические поездки — в Оптину Пустынь, в Сергиев Посад, в Москву к святой Матроне Блаженной.